# スティーヴン・プライス
スティーヴン・プライス（Steven Price、1977年4月22日 - ）は、イギリスの映画音楽の作曲家。『ワールズ・エンド 酔っぱらいが世界を救う!』や『ゼロ・グラビティ』への参加で知られる。

## 主なフィルモグラフィ

### 作曲
- 『アタック・ザ・ブロック』 - Attack the Block (2011年) ※ベースメント・ジャックスと共同
- 『ワールズ・エンド 酔っぱらいが世界を救う!』 - The World's End (2013年)
- 『ゼロ・グラビティ』 - Gravity (2013年)[1]
- 『フューリー』 - Fury (2014年)
- 『スーサイド・スクワッド』 - Suicide Squad (2016年)
- 『ベイビー・ドライバー』 - Baby Driver (2017年)
- 『アメリカン・アサシン』 - American Assassin (2017年)
- 『オフィーリア』 - Ophelia (2018年)
- 『みんなあつまれ! ワンダーパーク』 - Wonder Park (2019年)
- 『イントゥ・ザ・スカイ 気球で未来を変えたふたり』 - The Aeronauts (2019年)
- 『アーカイヴ』 - Archive (2020年)
- 『ラストナイト・イン・ソーホー』 - Last Night in Soho (2021年)

### その他の参加作
- 『ロード・オブ・ザ・リング/二つの塔』 - The Lord of the Rings: The Two Towers (2002年)
- 『ロード・オブ・ザ・リング/王の帰還』 - The Lord of the Rings: The Return of the King (2003年)
- 『80デイズ』 - Around the World in 80 Days (2004年)
- 『バットマン ビギンズ』 - Batman Begins (2005年)
- 『Mr.ビーン カンヌで大迷惑?!』 - Mr. Bean's Holiday (2007年)
- 『ナニー・マクフィーと空飛ぶ子ブタ』 - Nanny McPhee Returns (2010年)
- 『スコット・ピルグリム VS. 邪悪な元カレ軍団』 - Scott Pilgrim vs. the World (2010年)
- 『宇宙人ポール』 - Paul (2011年)
- 『ボブ・マーリー/ルーツ・オブ・レジェンド』 - Marley (2012年)[1]

## 受賞とノミネート
| 賞                                     | 年     | 部門   | 作品                       | 結果       |
| -------------------------------------- | ------ | ------ | -------------------------- | ---------- |
| アカデミー賞                           | 2013年 | 作曲賞 | 『ゼロ・グラビティ』       | 受賞       |
| 英国アカデミー賞                       | 2013年 | 作曲賞 | 『ゼロ・グラビティ』       | 受賞       |
| オースティン映画批評家協会賞           | 2011年 | 作曲賞 | 『アタック・ザ・ブロック』 | 受賞       |
| ゴールデングローブ賞                   | 2013年 | 作曲賞 | 『ゼロ・グラビティ』       | ノミネート |
| サテライト賞                           | 2013年 | 作曲賞 | 『ゼロ・グラビティ』       | 受賞       |
| シカゴ映画批評家協会賞                 | 2013年 | 作曲賞 | 『ゼロ・グラビティ』       | ノミネート |
| ダラス・フォートワース映画批評家協会賞 | 2013年 | 音楽賞 | 『ゼロ・グラビティ』       | 受賞       |
| クリティクス・チョイス・アワード       | 2013年 | 音楽賞 | 『ゼロ・グラビティ』       | 受賞       |
| ワシントンD.C.映画批評家協会賞         | 2013年 | 作曲賞 | 『ゼロ・グラビティ』       | ノミネート |